# Institut Mensch, Ethik und Wissenschaft

Logo des Instituts Mensch, Ethik und Wissenschaft

Das Institut Mensch, Ethik und Wissenschaft gGmbH (IMEW) war eine Einrichtung zur biomedizinischen und ethischen Forschung mit besonderer Berücksichtigung der Belange behinderter und chronisch kranker Menschen. Das Institut bot durch Veranstaltungen, Fachpublikationen und Forschungsförderung ein wissenschaftliches Forum zur besseren Beteiligung behinderter Menschen. Zum 31. Dezember 2023 hat das IMEW seine Tätigkeit eingestellt.

## Geschichte
Ausgehend von der bioethischen Debatte 1998 wurde das Institut im Jahr 2002 von neun Behinderten- und Sozialverbänden gegründet und dabei durch die Aktion Mensch finanziell unterstützt. Es finanziert sich aus den Beiträgen dieser Gesellschafterverbände, der Aktion Mensch sowie aus eingeworbenen Drittmitteln und Spenden. 
Vier Behindertenfachverbände hatten sich 1998 zusammengetan und mit Unterstützung der Initiative Selbstbestimmt Leben und dem Bundesverband für Körper- und Mehrfachbehinderte einen Kongress in Kassel durchgeführt, der sich unter dem Titel "Die Würde des Menschen ist unantastbar" gegen den "Zugriff der Bioethik auf das Leben" wandte.
Das IMEW ist Mitglied im Netzwerk Technikfolgenabschätzung (NTA) sowie in der European Association of Centres of Medical Ethics (EACME).

## Gesellschafter
- Bundesverband Evangelische Behindertenhilfe e.V.
- Interessenvertretung Selbstbestimmt Leben in Deutschland e.V.
- Bundesvereinigung Lebenshilfe für Menschen mit geistiger Behinderung e.V.
- Verband für anthroposophische Heilpädagogik, Sozialtherapie und Soziale Arbeit e.V.
- Caritas Behindertenhilfe und Psychiatrie e.V.
- Bundesverband für Körper- und Mehrfachbehinderte e.V.
- Bundesarbeitsgemeinschaft SELBSTHILFE von Menschen mit Behinderung und chronischer Erkrankung und ihren Angehörigen e.V.
- Arbeitsgemeinschaft Spina Bifida und Hydrocephalus e.V.
- Sozialverband VdK Deutschland e.V.[3]

Diese neun Verbände entsenden je einen Vertreter in die Gesellschafterversammlung des IMEW und wählen das siebenköpfige Kuratorium des Instituts, das wiederum den Wissenschaftlichen Beirat wählt, dessen Vorsitzender zur Zeit der katholische Theologe Dietmar Mieth ist. 
Vorsitzende des Kuratoriums ist Ute Lindauer, die frühere Bundesgesundheitsministerien Andrea Fischer ist stellvertretende Vorsitzende.
Leiterin ist seit 2001 Katrin Grüber.

## Zielsetzung
In ausführlich formulierten Leitsätzen betont das IMEW, dass es um eine Ausrichtung der wissenschaftlichen Fragestellung auf die Perspektive der Betroffenen gehe, denn in der Forschung dominiere die Sicht eines autonomen und im Vollbesitz seiner geistigen und körperlichen kräfte befindlichen Individuums. Um gerade im Hinblick auf die Politikberatung die soziokulturellen Auswirkungen medizinischer und biologischer Entwicklungen beurteilen zu können, sei hingegen vor allem die Perspektive der Betroffenen und hier die der Einsicht in die Verletzlichkeit und grundsätzliche wie soziale Bedürftigkeit des Menschen notwendig.

## Tätigkeiten
Das IMEW veröffentlicht mehrere Publikationsreihen zu bioethischen Themen und unterhält eine fachspezifische Präsenzbibliothek in Berlin, deren umfangreicher Literaturbestand allen Interessierten offensteht.
Mit den so genannten Friedrichshainer Gesprächen und Friedrichshainer Kolloquien veranstaltet das IMEW zwei Gesprächsreihen zu ethischen Fragen, deren erstere sich an die interessierte Öffentlichkeit wendet, während die Kolloquien eher an ein wissenschaftliches Publikum gerichtet sind.
Daneben unterhalten die neun Gesellschafterverbände ein Ethikforum, das bei Bedarf Stellungnahmen der Gesellschafterverbände erarbeitet, gegebenenfalls unter Beteiligung externer Experten. Seit 2005 wurden vierzehn Stellungnahmen zu verschiedenen ethisch relevanten aktuellen Themen verfasst, zuletzt im April 2011 zur umstrittenen gesetzlichen Regelung der Präimplantationsdiagnostik (PID).
Darüber hinaus vergibt das Institut seit 2006 mit dem IMEW-Preis und dem IMEW-Nachwuchspreis zwei Auszeichnungen, die herausragende wissenschaftliche Arbeiten zu Voraussetzungen und Folgen medizinischer Praxis in Bezug auf behinderte und chronisch kranke Menschen würdigen.
Regelmäßig arbeitet das IMEW u. a. mit der Akademie für Ethik in der Medizin, der Bundesvereinigung Lebenshilfe sowie der Heinrich-Böll-Stiftung und dem Deutschen Roten Kreuz zusammen. Mit über zwanzig weiteren wissenschaftlichen Institutionen und Initiativen fanden bereits Kooperationen statt.